# William Heise
William Heise was een Amerikaans filmmaker. Hij was een van de pioniers van de film. Hij werkte vaak samen met Thomas Edison en William K. L. Dickson.
- Bibliothèque nationale de France: cb16187590p (data)
- Gemeinsame Normdatei: 138801304
- International Standard Name Identifier: 0000 0003 8269 0385
- Library of Congress Control Number: n96107180
- National Archives and Records Administration: 10575843
- Système universitaire de documentation: 226140083
- Virtual International Authority File: 266435578
- WorldCat: E39PBJrC9WTcyrpbfGPtGcXGHC